# Mark McGowan

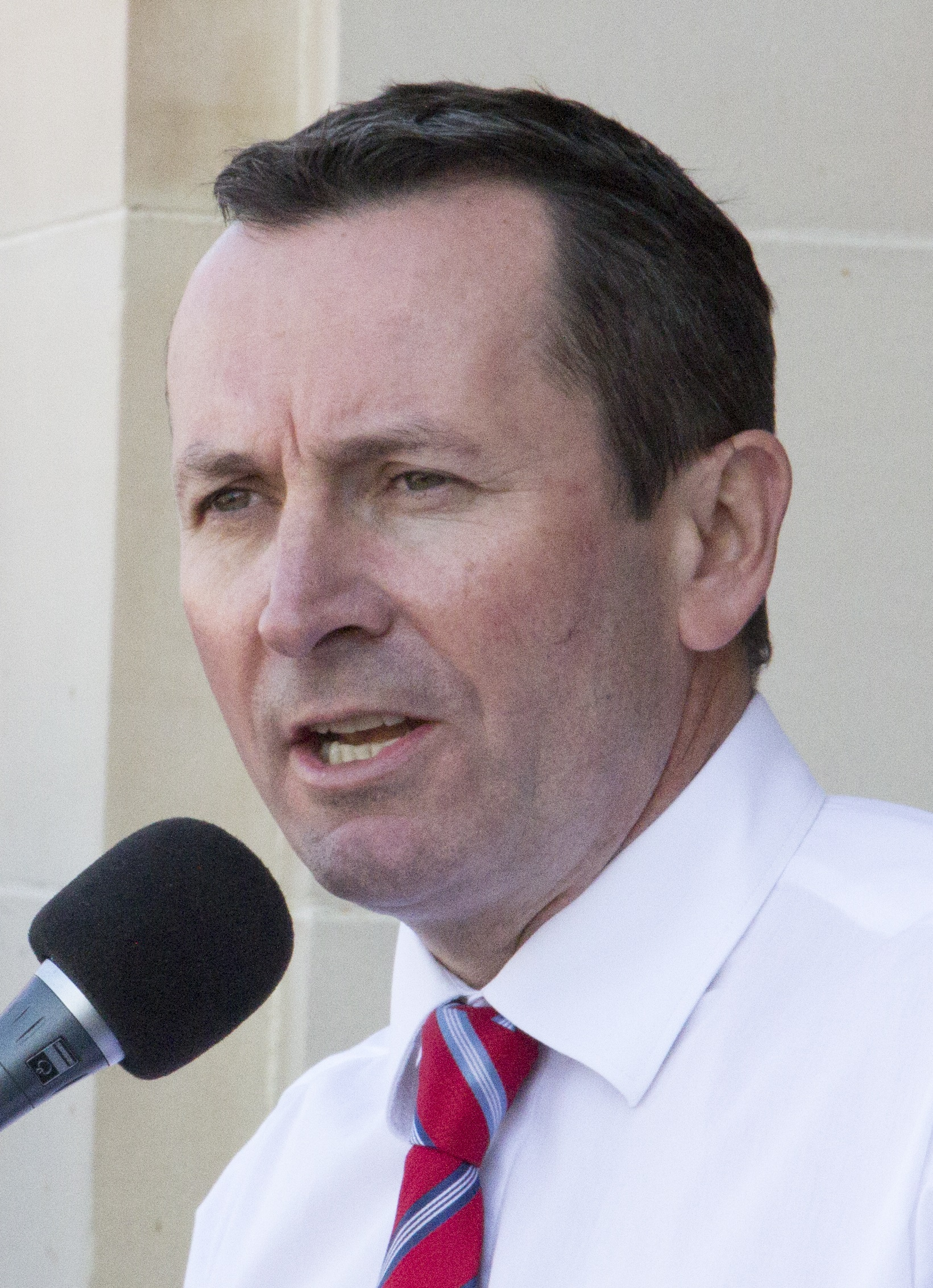
Mark McGowan (2014)

Mark McGowan AC (* 13. Juli 1967 in Newcastle, New South Wales) ist ein australischer Politiker. Er war von März 2017 bis Juni 2023 30. Premierminister von Western Australia und von Januar 2012 bis Juni 2023 Vorsitzender der Labor Party in Western Australia.

## Laufbahn
McGowan wurde in einer Familie irischer Abstammung in New South Wales, geboren und besuchte öffentliche Schulen in Casino und Coffs Harbour, bevor er 1987 einen Bachelor of Arts und 1989 einen Bachelor of Laws an der University of Queensland erwarb. Er trat 1984 in die Australian Labor Party ein und erklärte, er sei von Premierminister Bob Hawke inspiriert worden. 1989 trat er als Rechtsoffizier in die Royal Australian Navy ein. Er diente auf dem Marinestützpunkt HMAS Stirling und erreichte den Rang eines Leutnants.
Er ließ sich in den 1990er Jahren mit seiner Familie in Western Australia nieder und wurde 1994 in den Stadtrat von Rockingham gewählt. Bei den Wahlen 1996 wurde er als Vertreter des Wahlkreises Rockingham in die Western Australian Legislative Assembly gewählt. Im Jahr 2001 wurde er parlamentarischer Sekretär des westaustralischen Premierministers Geoff Gallop. Nach dem Wahlsieg von Labor im Jahr 2005 ordnete Gallop sein Kabinett neu und beförderte McGowan zum Minister für Tourismus, Rennsport und Glücksspiel. Später im selben Jahr, nach Gallops Rücktritt, wurde McGowan vom neuen Premier Alan Carpenter zum Umweltminister ernannt.
2012 wurde McGowan Vorsitzender der Labor Party in Western Australia und zum Oppositionsführer. Bei den Parlamentswahlen 2017 führte McGowan die Labor Party zu einem ihrer umfassendsten Wahlsiege auf Landes- oder Territorialebene seit dem Beginn der Australischen Föderation. McGowan wurde am 17. März 2017 von Gouverneur Kerry Sanderson als 30. Premierminister von Western Australia vereidigt. Ab 2020 leitete McGowan die Maßnahmen von Western Australia zur Bekämpfung der COVID-19-Pandemie. Er schloss am 5. April die Grenzen des Bundesstaates zum Rest des Landes. Da die Ausbreitung des Virus in Western Australia weitgehend verhindert werden konnte, stiegen seine Beliebtheitswerte im Jahr 2020 kurzzeitig auf über 90 Prozent an, und erreichten damit einen Rekordwert. Am 13. März 2021 führte McGowan die Labour Party bei den Parlamentswahlen in Western Australia zum größten Sieg, den eine politische Partei auf Ebene der Staatsregierung je errungen hat, mit einem erdrutschartigen Ergebnis von 53 von 59 Sitzen in der Western Australian Legislative Assembly, darunter alle bis auf einen in Perth.
Im März 2022 öffnete Western Australia nach zwei Jahren wieder seine Grenze zum Rest des Landes.
Im Mai 2023 kündigte er seinen Rücktritt vom Amt des Premierministers und als Abgeordneter an. Als Grund nannte er Erschöpfung. Am 8. Juni 2023 wurde Roger Cook als sein Nachfolger vereidigt.
Für herausragende Verdienste um die Bevölkerung und das Parlament von Western Australia, um das öffentliche Gesundheitswesen und die Bildung sowie um internationale Handelsbeziehungen wurde er 2024 zum Companion des Order of Australia ernannt.

## Familiäres
Seit 1996 ist McGowan mit Sarah Miller verheiratet, mit der er drei Kinder hat.